# Nils Östensson
Nils Holger Östensson (Malung-Sälen, 29 aprile 1918 – Malung-Sälen, 24 luglio 1949) è stato un fondista e sciatore di pattuglia militare svedese.

## Biografia
Nato a Transtrand di Malung-Sälen, ai Mondiali del 1939, a Zakopane, vinse la medaglia d'argento nella gara dimostrativa di pattuglia militare, in squadra con Gerhard Hjukström, Wilhelm Hjukström e Kristian Svelander. Nella stessa specialità vinse anche un oro ai "Mondiali" del 1941, in seguito dichiarati nulli dalla FIS, in squadra con Wilhelm Hjukström, Martin Matsbo e Gösta Andersson.
Ai V Giochi olimpici invernali di Sankt Moritz 1948 vinse la medaglia d'argento nella 18 km con il tempo di 1:14:22, non riuscendo a superare il suo connazionale Martin Lundström. Con Lundström, Gunnar Eriksson e Nils Täpp vinse la medaglia d'oro nella 4 × 10 km.
Nel 1949 vinse la 18 km e la 50 km al Trofeo Holmenkollen; morì in un incidente stradale a Risberget (Malung-Sälen) il 24 luglio dello stesso anno, all'età di 31 anni.

## Palmarès

### Olimpiadi
- 2 medaglie, valide anche ai fini iridati:
  - 1 oro (staffetta a Sankt Moritz 1948)
  - 1 argento (18 km a Sankt Moritz 1948)